# 1951年当雄地震
1951年当雄大地震是1951年11月18日凌晨在西藏当雄县發生的震級8级的地震。
发震断层为西北-东南走向的崩错断层的右旋走滑错动，最大水平位移7.3m，最大垂直位移1.5m。震中位于当雄县城正北的那曲县谷露区达孜乡。宏观破坏区位于班戈县与那曲县交界北西向椭圆形，长轴长度120km以上，短轴长度60km以上，面积约23000km2。